# Empire Earth II
Empire Earth II és un videojoc d'estratègia en temps real en què es pot jugar de manera individual o multijugador. Es poden escollir diverses civilitzacions i anar avançant d'edat, des de la prehistòria fins al futur, passant per l'edat mitjana i la contemporània.